# پل بونتام
پل بونتام (فرانسوی: Paul Bontemps‎؛ ۱۶ نوامبر ۱۹۰۲ – ۲۵ آوریل ۱۹۸۱) دونده دو با مانع ۳۰۰۰ متر اهل فرانسه بود.
وی در مسابقات کشوری و بین‌المللی در مجموع برندهٔ ۱ مدال برنز شده‌است.